# 이종구 (1935년)
이종구(李鐘九, 1935년 11월 21일 ~ )는 대한민국의 군인, 연구인, 사회기관단체인이다. 본관은 전의(全義)이며 아호(雅號)는 호당(乎當)이다.

## 학력
- 경북고등학교 졸업
- 대한민국 육군사관학교 14기 졸업
- 대한민국 육군기갑학교 졸업
- 대한민국 육군보병학교 졸업
- 대한민국 국방대학교 행정학사 졸업
- 대한민국 국방대학원 행정학 석사 졸업
- 한양대학교 행정대학원 행정학 석사 졸업

## 경력
- 1980/01 - 1981/07   육군본부 작전처 처장(준장)
- 1981/07 - 1983/05   육군 제20기계화 사단장(소장)
- 1983/05 - 1985/05   수도방위 사령관(중장)
- 1985/06 - 1986/07   국군 보안사령관(중장)
- 1986/07 - 1988/06   육군 제 2군 사령관 (대장)
- 1988/06/12 - 1990/06/10   제27대 육군본부 참모총장(대장)
- 1990/10/08 - 1991/12/19   제28대 국방부 장관
- 1995/07 - 1995/10 자유민주연합 특임행정위원
- 대한민국 예비역 장성모임 성우회 고문

## 이종구를 연기한 배우

### TV 드라마
- 1995년 김기현 - 제4공화국 MBC 드라마

## 같이 보기
- 제4공화국
- 최규하 정부
- 제5공화국
- 제6공화국
- 전두환
- 박정희
- 노태우
- 허화평
- 허삼수
- 지만원
- 정호용
- 황영시
- 유학성
- 최규하

| 전임 안필준 | 제24대 국군보안사령관 1985년 6월 1일 ~ 1986년 7월 4일 | 후임 고명승 |

| 전임 박희도 | 제27대 육군참모총장 1988년 6월 11일 ~ 1990년 6월 10일 | 후임 이진삼 |

| 전임 이상훈 | 제28대 국방부장관 1990년 10월 8일 ~ 1991년 12월 20일 | 후임 최세창 |